# Анново (Ґрудзьондзький повіт)
Анново (пол. Annowo, нім. Annaberg) — село в Польщі, у гміні Ґрута Ґрудзьондзького повіту Куявсько-Поморського воєводства.
Населення — 262 особи (2011).
У 1975-1998 роках село належало до Торунського воєводства.

## Демографія
Демографічна структура станом на 31 березня 2011 року:
|          | Загалом | Допрацездатний вік | Працездатний вік | Постпрацездатний вік |
| -------- | ------- | ------------------ | ---------------- | -------------------- |
| Чоловіки | 142     | 32                 | 101              | 9                    |
| Жінки    | 120     | 22                 | 76               | 22                   |
| Разом    | 262     | 54                 | 177              | 31                   |